# Катания
Ката́ния (итал. Catania, сиц. Catania) — город-порт в итальянском регионе Сицилия, административный центр одноимённой территориальной единицы, приравненной к провинции. Город расположен на восточном побережье острова Сицилия у подножья вулкана Этна. Население — 294 756 человек (2010).
Покровительницей города считается Св. Агата. Праздник города 5 февраля.

## История
Катания была основана в 729 году до н. э. греческими колонистами, прибывшими сюда из эвбейского города Халкида. Уроженцем города был его полулегендарный законодатель Харонд, чьи законы отличались чрезвычайной суровостью, но были приняты в других халкидских колониях Италии и Силиции под названием «халкидские установления».
В 476 году до н. э. город был завоёван Гиероном I, жестоким сиракузским тираном, который изгнал жителей и переименовал его в Этну. После смерти тирана люди переселились обратно и вернули Катании её первоначальное название. Однако период независимости был коротким: в 403 году до н. э. другой правитель Сиракуз подчинил себе город, а его жителей продал в рабство. Археологическим памятником этой эпохи является статуя Коры (Персефоны) с факелом.
Почти 150 лет Катания находилась в зависимости от Сиракуз. В 263 году до н. э. в ходе первой Пунической войны город был захвачен римлянами и вплоть до V века входил в состав Римской империи. Эти несколько столетий стали периодом расцвета экономики и культуры. Здесь был построен форум (развалины которого сохранились вблизи двора Сан-Панталеоне), цирк для соревнований на колесницах, театр и одеон, в северной части — амфитеатр. К этому же периоду относится создание системы водоснабжения, что говорит о высоком уровне жизни горожан.
После падения Рима городом правила Византийская империя. В 827 году на Сицилии высадились арабы, а позднее, в 1071 году, их вытеснили норманны под предводительством Рожера I.
В 1169 году Катания была разрушена сильным землетрясением. Тридцать лет спустя власти города поддержали Отвилей в борьбе против Генриха VI, сына Фридриха Барбароссы. В ответ войска императора захватили и сожгли часть города, в том числе кафедральный собор. Во время правления Фридриха II Катания наконец освободилась от феодальной зависимости (1240).
В 1347 году в результате эпидемии чумы город практически обезлюдел.
Подтверждением культурного статуса Катании можно считать открытие здесь первого на Сицилии университета (1434).
Вторая половина XVII века — трагический период в истории города: в 1669 году произошло сильное извержение вулкана Этна, большинство домов оказались погребены под слоем лавы и пепла. В 1693 году, когда Катания ещё не оправилась от первого удара, землетрясение уничтожило всё, что сохранилось или было построено. Однако жители не покинули город и снова восстановили его. В качестве основных материалов использовались чёрная лава и светлый известняк.
В XIX веке Катания восставала против Бурбонов в 1837 и 1848 годах, а позже вошла в состав Объединенной Италии. С этого периода город быстро развивался, немного замедлив рост только во время Второй мировой войны. Последние несколько десятилетий в Катании создаётся высокотехнологичное производство, поэтому её иногда называют европейской Силиконовой долиной.

## Климат
| Катания, Сицилия: средние метеорологические показатели |      |      |      |      |      |      |      |      |      |       |      |      |        |
| Месяц                                                  | Янв  | Фев  | Мар  | Апр  | Май  | Июн  | Июл  | Авг  | Сен  | Окт   | Ноя  | Дек  | За год |
| Средн. макс. °C                                        | 15.4 | 16.1 | 17.8 | 20.3 | 24.2 | 28.3 | 31.7 | 32   | 29.1 | 24.7  | 20.3 | 16.4 | 23.1   |
| Средн. мин. °C                                         | 5.3  | 5.4  | 6.5  | 8.3  | 11.6 | 15.6 | 18.5 | 19.2 | 17.1 | 13.7  | 9.3  | 6.4  | 11.3   |
| Осадки мм                                              | 74.8 | 52.6 | 46   | 35.4 | 19.2 | 6    | 5    | 8.9  | 45   | 106.1 | 62.3 | 85.9 | 547.2  |
| Источник: 2008-12-31                                   |      |      |      |      |      |      |      |      |      |       |      |      |        |

## Виды города
|                    |                |                                                 |                         |                           |
| Собор Святой Агаты | «Фонтан слона» | Монастырская церковь Санта-Мария-дель-Элемозина | San Benedetto da Norcia | Памятник Винченцо Беллини |

## Христианство в Катании
- Агата Катанская
- Евпл Катанский
- Беррилл Катанский[итал.]
- Атталий Катанский[итал.]
- Иаков Катанский
- Кирилл Катанский
- Лев Катанский
- Савин Катанский[итал.]
- Серапион Катанский
- Комиций Катанский[итал.]
- Венерия Катанская[итал.]

## Культура
- Театр Массимо Беллини

## Образование и наука
- Катанийский университет

## Экономика и транспорт
Катания — важный транспортный узел. Имеются судоремонтные верфи, локомотивное депо, предприятия сельскохозяйственного машиностроения и электронная, нефтеперерабатывающая и химическая промышленность. Вблизи города — месторождение природного газа.
- Имеется метрополитен (1 линия, станции в основном наземного типа).
- Аэропорт Катании Фонтанаросса расположен в 5 км от города и носит имя Винченцо Беллини.
- Узкоколейная железная дорога вокруг Этны
- Городские автобусные маршруты, в том числе в аэропорт
- Автобусное сообщение с другими городами Сицилии.